# Internationale Musikgesellschaft

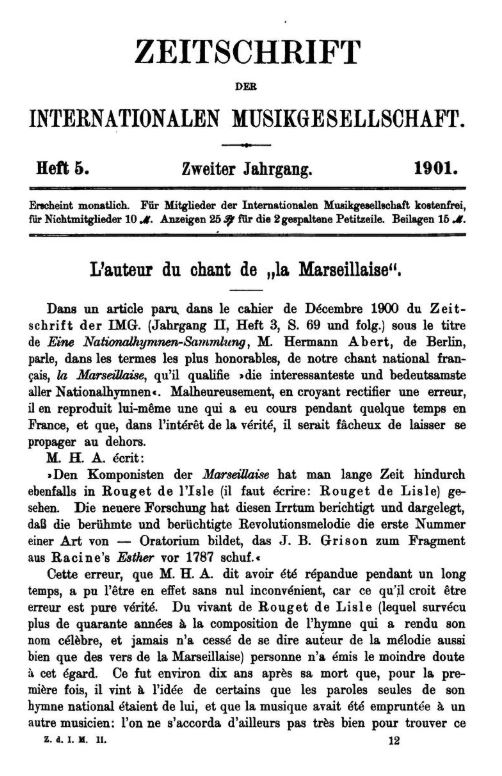
Zeitschrift der Internationalen Musikgesellschaft, Titelseite von Heft Nr. 5, 1901

Die Internationale Musikgesellschaft (IMG) war eine internationale Vereinigung führender Musikwissenschaftler und Musikinteressierter, die 1898 in Berlin von Oskar Fleischer gegründet wurde. Sie bestand bis 1914. In Frankreich war die Gesellschaft unter dem Namen Société internationale de musique (SIM) und im englischsprachigen Raum als International Music Society (IMS) bekannt.

## Geschichte
Ziel der Gesellschaft war es, den internationalen wissenschaftlichen Austausch im Bereich der Musik zu fördern. Sie wuchs rasch und zählte 1902 über 750 Mitglieder weltweit, vor allem aus dem Deutschen Reich, später auch aus England und den USA. Nach einer Neustrukturierung unter Hermann Kretzschmar ab 1904 organisierte sich die IMG als Zusammenschluss von Ortsgruppen und Landessektionen mit einem gewählten Präsidium, das vier internationale Kongresse in Leipzig (1904), Basel (1906), Wien (1909) und London (1911) veranstaltete.
Bedeutend war insbesondere die österreichisch-ungarische Sektion mit der Wiener Ortsgruppe unter Leitung ihres Gründers Guido Adler sowie seiner Nachfolger Erwin Luntz und Hugo Botstiber. Diese entwickelten ein vielfältiges Programm aus Vorträgen und historischen Konzerten.
Aufgrund nationaler Spannungen und des Ausbruchs des Ersten Weltkriegs kam es 1914 zur faktischen Auflösung der IMG. Als Nachfolgeorganisation wurde 1927 die International Musicological Society (Internationale Gesellschaft für Musikwissenschaft) in Basel gegründet.

## Publikationen
Publikationsorgan der IMG war die Zeitschrift der Internationalen Musikgesellschaft (ZIMG), die zuletzt von Alfred Heuß herausgegeben wurde und von Beginn an bei Breitkopf & Härtel in Leipzig erschien. Zusätzlich erschienen Sammelbände, Beihefte und drei Kongressberichte.

## Vorsitzende der IMG
- Oskar Fleischer (bis 1903, als Vorsitzender der Zentral-Geschäftsstelle Berlin)
- Hermann Kretzschmar (ab 1904)
- Alexander Mackenzie (1908)
- Jules Écorcheville (1911)
- Hermann Kretzschmar (erneut gewählt 1914)